# Interdyscyplinarne Centrum Etyki UJ
Interdyscyplinarne Centrum Etyki (INCET) na Wydziale Filozoficznym Uniwersytetu Jagiellońskiego powstało w 2007 r. na mocy zarządzenia JM Rektora UJ. Pomysłodawcą i pierwszym kierownikiem INCET w latach 2007–2016 był prof. dr hab. Włodzimierz Galewicz. Od 1 października 2016 r. kierownikiem Centrum jest dr hab. Tomasz Żuradzki, prof. UJ. W skład Kolegium INCET w latach 2024-28, oprócz kierownika, wchodzą także przedstawiciele kilku różnych wydziałów UJ: Włodzimierz Galewicz, Jarosław Górniak, Małgorzata Kossowska, Marek Sanak, Wojciech Załuski. Celem INCET jest organizowanie i koordynowanie różnych form aktywności naukowej, dydaktycznej i popularyzatorskiej w zakresie etyki stosowanej, w szczególności bioetyki. W INCET w ostatnich latach realizowano kilkanaście ważnych projektów badawczych, w tym pierwszy grant European Research Council (ERC) przyznany filozofowi pracującemu w polskiej jednostce naukowej – projekt BIOUNCERTAINTY, którego kierownikiem jest dr hab. Tomasz Żuradzki, prof. UJ. Wyniki badań prowadzonych w INCET są publikowane w najlepszych międzynarodowych czasopismach z zakresu filozofii, bioetyki i nauk społecznych (m.in. w Bioethics, Erkenntnis, Journal of Medical Ethics, Medicine, Health Care and Philosophy, Nature Medicine, Philosophical Quarterly, Philosophy Compass, Philosophy and Phenomenological Research, Proceedings of the National Academy of Sciences (PNAS), Science and Engineering Ethics, Synthese, INCET organizuje (lub współorganizuje) regularne seminaria badawcze, międzynarodowe konferencje naukowe (np. Bioethics Meets Political Philosophy w 2024, the 4th European Experimental Philosophy Conference w 2024, the 5th East European Network for Philosophy of Science 2024, Philosophical Perspectives on Social Comparison 2025, Workshop on Fake Science 2025), a także jest wydawcą czasopisma popularnonaukowego „Filozofia w praktyce” (ISSN 2451-3962).